# Automobiles Jean Jannel
Automobiles Jean Jannel war ein französischer Hersteller von Automobilen.

## Unternehmensgeschichte
Das Unternehmen aus Martinvelle begann 1920 mit der Produktion von Automobilen. Der Markenname lautete Cadix. 1923 endete die Produktion.

## Fahrzeuge
Im Angebot standen zwei Modelle. Für den Antrieb sorgten Vierzylindermotoren von Ballot mit wahlweise 1590 cm³ Hubraum oder 2292 cm³ Hubraum. Die offenen Karosserien boten wahlweise Platz für zwei oder vier Personen.